# Jennifer Falk
Jennifer Miley Falk (Gotemburgo, 26 de abril de 1993) é uma futebolista sueca que atua como goleira (pt: guarda-redes). Atualmente (2023), joga pelo BK Häcken FF, clube sediado na cidade de Gotemburgo na Suécia. Integra a Seleção Sueca de Futebol Feminino desde 2019. 

## Carreira
Em maio de 2019, Falk foi selecionado para a seleção da Suécia para a Copa do Mundo de 2019, ficando com a terceira colocação. Nos Jogos Olímpicos de Verão de 2020, também foi convocada para a equipe e conquistou a prata.
Integrou a  Seleção Sueca de Futebol Feminino na Copa do Mundo de Futebol Feminino de 2023, tendo a Suécia ficado em 3.º lugar, e conquistado a medalha de bronze. 

## Clubes
Jogou por vários clubes: 
- Torslanda IK (2010-2013)
- Jitex BK (2013-2014)
- Mallbackens IF (2015)
- BK Häcken FF (2016-)

## Títulos
Jennifer Falk conquistou vários títulos durante a sua carreira desportiva: 
- Jogos Olímpicos – Futebol feminino -  2020
- Campeonato Sueco de Futebol Feminino -  2020
- Copa da Suécia de Futebol Feminino –  2018/2019,  2020/2021
- Algarve Cup –  2022
- Copa do Mundo FIFA de Futebol Feminino –  2023